# 21 (филм)
„21“ е американски филм от 2008 г. на режисьора Робърт Лукетич. Филмът е вдъхновен от истинската история на екипа на MIT Blackjack, разказана в книгата на Бен Мезрич „Bringing Down the House“. Въпреки че получава смесени рецензии относно избора на актьори и реализацията на сюжетната линия, „21“ има добър финансов успех и през първите два уикенда от премиерата си е на първо място в класациите в САЩ и Канада.

## Резюме
Мечтата на Бен Кембъл винаги е била да отиде в Харвардското медицинско училище. В последната си година в Масачузетския технологичен институт той е приет в мечтаното училище, но не разполага с 300 000 долара, необходими за финансирането му. Бен впечатлява един от преподавателите си, Мики Роза, с бързия си ум и способността да се справя с проблеми, без да позволява на емоциите му да надделеят. Въз основа на това Мики го кани в своето малко, но тайно общество от студенти, които имат система за печелене на блекджек чрез броене на карти. Те играят в Лас Вегас на система от кодове, правила и алтернативни самоличности, в която всяко участващо лице има много специфична роля. Първоначално тази оферта не интересува порядъчния студент Бен, докато Джил Тейлър (момичето, в което е влюбен) не го убеждава да се присъедини. Той приема предложението им да бъде един от играчите с намерението да участва само докато събере достатъчно, за да финансира образованието си в Харвард. След като Бен усеща вкуса на богатия живот обаче, това започва да се отразява на първоначалния му план, включително да има и непредвидени последици, като отчуждаването му от най-близките му приятели. Бен също така не знае, че консултант по сигурността на казиното, в което играят, на име Коул Уилямс е по следите им. В крайна сметка алчността, гордостта, егото, отчаянието и отмъщението оказват роля в това как участието в тази група влияе върху житейския план на Бен.

## Продукция
Снимките на „21“ започват през март 2007 г. Основните снимки на сцените в Лас Вегас се провеждат в Planet Hollywood Resort & Casino, Red Rock Casino и Hard Rock Casino. Освен това се снима и в Харвардското медицинско училище, Чайнатаун, в Кеймбридж, както и в Християнския научен център в Бостън. Тъй като Масачузетският технологичен институт не разрешава заснемане в кампуса, интериорът на училището и общежитията са заснети в Бостънския университет.